# ソボレフ (小惑星)
ソボロフ (2836 Sobolev）は、小惑星帯に位置する小惑星である。ニコライ・チェルヌイフがクリミア天体物理天文台で発見した。
恒星の大気とスペクトルに関する研究で知られる、レニングラード大学の天文物理学者ヴィクトル・ヴィクトロヴィッチ・ソボレフ（1915年 - 1998年）に因んで名付けられた。